# Alexandre Urbain
Pour les articles homonymes, voir Urbain.
Alexandre Urbain, né Urbain Koenig fils d'Alexandre le 1er mars 1875 à Sainte-Marie-aux-Mines et mort le 22 octobre 1953 à Paris 4e, est un artiste peintre et un graveur français.

## Biographie
Alexandre Urbain naît le 1er mars 1875 à Sainte-Marie-aux-Mines,.
Il étudie dans l'atelier de Luc Olivier Merson à l'École des Beaux-Arts de Paris. Il expose à Paris au Salon des Indépendants à partir de 1903, au Salon des Artistes Français à partir de 1905, au Salon d'Automne à partir de 1906 ainsi qu'au Salon des Tuileries.
Il est président du Salon des Indépendants de 1941 à 1951.
Alexandre Urbain est mort en 1953 à Paris.